# 4siz
4siz（フォーシズ）は、静岡県内民放4局のアナウンサーによって期間限定で結成された広報アイドルユニット。2017年度をもって活動休止となっている。

## 概要
静岡県の魅力をPRすることを目的とする「しずおかwktkプロジェクト」（しずおかワクテカプロジェクト）の中心として、静岡県内の民放4局の女子アナウンサーをメンバーとして2015年春に結成された。
2015年度は、全国各地の観光イベントなどに4sizが出演したり、月刊誌などの取材を受けて、静岡県のPRを行った。
2016年度は、4sizと人気の女性芸人らとで静岡県内のスポットを訪ね歩く特別番組『静岡であそぼ』を各局系列のBS放送で放映した。
2017年度は「いいね!静岡」をキャッチフレーズとして静岡県PRソング『静岡あるある』を製作。浜名湖、三保松原、富士山静岡空港、韮山反射炉といった静岡県内の名所16カ所を巡ってMVを撮影し、6月29日にYouTubeにて公開された。楽曲制作:谷真人、振り付け:望月美里、MV演出:柴田啓佑と、製作スタッフは静岡市出身者でそろえている。YouTubeの動画は話題を呼び、同年9月22日時点での再生回数は2万回を超えた。

## メンバー
2017年6月時点。
- 佐野伶莉（静岡朝日テレビ、2017年4月[2]-）
- 本谷育美（テレビ静岡、2016年4月[4]-）
- 内山絵里加（SBS、2015年4月[5]-）
- 山田桃子（Daiichi-TV、2015年4月[5]-2018年3月）

## 元メンバー
- 伊藤弘美（テレビ静岡、2015年4月[5]-2016年3月）
- 相場詩織（静岡朝日テレビ、2015年4月[5]-2015年5月）
- 森直美（静岡朝日テレビ、2015年7月-2017年3月）